# Arturo Martini
Arturo Martini (Trévise, né le 11 août 1889 à Trévise et mort à Milan le 22 mars 1947, est un sculpteur italien qui a travaillé le bois, la pierre et le bronze.

## Biographie

### Débuts
Arturo Martini naît en 1889 à Trévise dans une famille défavorisée, le troisième des quatre enfants d'Antonio, cuisinier de profession, et de Maria Della Valle, serveuse originaire de Brisighella.
Expulsé de l'école en 1901, en raison d'échecs répétés, il devient apprenti chez un orfèvre de Trévise et peu après, il fréquente l'école de céramique (qui collabore notamment avec la Fornace Guerra Gregorj) où il apprend la pratique artisanale du modelage. Il commence à fréquenter l'atelier du sculpteur Antonio Carlini à Trévise et parallèlement, il suit la première année (1906-1907) de l'académie des beaux-arts de Venise. Il met au point une nouvelle technique de gravure de type chalcographique qu'il appelle céramographie[réf. nécessaire].
Ses premières œuvres connues remontent à cette période, avec le Portrait de Fanny Nado Martini en terre cuite (1905) et le Buste du peintre Pinelli, qui font référence à la sculpture de la fin du XIXe siècle.
En 1908, il participe à la première édition des expositions du Ca' Pesaro à Venise, avec la petite sculpture Ballon.
Ses inventions et son imagination plastique lui permettent d'acquérir renommée et notoriété au niveau international.

### Débuts en Europe et le magazineValori Plastici
Intéressé par les mouvements artistiques européens, Arturo Martini fréquente l'école d'Adolf von Hildebrand à Munich en 1909. En 1912, il s'installe à Paris pour quelques mois où il approfondit sa connaissance du cubisme et des avant-gardes ; il expose au Salon d'automne.
Il participe à l'Exposition libre internationale du futurisme, qui se tient à Rome entre avril et mai 1914, avec le Portrait d'Omero Soppelsa, considéré comme un hommage au futurisme. Dans les mêmes années, il collabore avec le magazine futuriste L'Eroica, consacré aux thèmes de l'art, de la littérature et de la xylographie.
Il arrête son activité en raison de la Première Guerre mondiale, à laquelle il participe. Il aborde alors le graphisme abstrait et les premières esquisses de son livre d'artiste Contemplazioni voient le jour. Le livre, publié à Faenza en 1918, présente, à la place du texte, une suite de signes géométriques. Il est le premier livre à « l’écriture aseptique ».
En avril 1920, il épouse Brigida Pessano, originaire de Vado Ligure, lieu où il s'installera pour quelques années. De leur mariage naissent Marie Antoinette (1921) et Antonio (1928). C'est à cette période qu'il réalise L'Amant mort, La Fécondité et Le Dormeur.
Il collabore entre 1918-1922, avec Mario Broglio, au magazine Valori plastici, adhérant au mouvement artistique homonyme. Grâce à cette expérience, il redécouvre la sculpture antique, dépassant ainsi le naturalisme du XIXe siècle auquel il est encore lié. Parmi les œuvres notables de cette période figurent La Maternità (1925) et Il Bevitore (1926), une œuvre en céramique conservée à la Pinacothèque de Brera.
En 1925, il est invité à exposer dans une salle de la IIIe Biennale romaine ; l'année suivante, après de précédents refus, il participe pour la première fois à la Biennale de Venise. La même année il expose à la première exposition du Novecento, mouvement dont il sera également présent à la seconde édition de 1929 avec la sculpture Le Fils prodigue (1926). En novembre 1927, il inaugure une exposition personnelle de céramiques à Milan à la galerie Pesaro.

### Maturité artistique
Dans cette période, Arturo Martini précise son art, ce qui se traduit par un point de rencontre idéal entre l'ancien et le moderne. En 1928, il crée de grandes œuvres telles que La Pisana, Il Bevitore et le monumental (quatre mètres) Tombe d'Ippolito Nievo.
En 1929, il est appelé à la chaire de plastique décoratif de l'Istituto superiore per le industrie artistiche (ISIA) de Monza et y reste jusqu'à l'année suivante : sa Léda au cygne, sculpture en plâtre, enrichit la collection des musées civiques de la ville.
En 1930, il installe un « atelier-four » dans l'usine Ilva Refrattari de Vado Ligure, où il peut façonner et cuire les terres cuites sans avoir à les déplacer. Il crée ainsi une série de grandes œuvres, comme Le Berger et Le Garçon assis (1930), Il Sogno (1931), Chiaro di Luna et Sport Invernali (1931-32), des œuvres dans lesquelles « l’allusion au mouvement semble se figer dans la forme ».
En 1931, il reçoit un prix de 100 000 lires lors de la première quadriennale de Rome, une somme qui lui permet de résoudre temporairement les divers problèmes économiques qui l'ont toujours tourmenté. En 1932, il a une salle personnelle à la Biennale de Venise où il obtient un grand succès.
En 1933, il organise une exposition personnelle à la Galerie d'art moderne de Milan où il s'installe. À cette époque, il expérimente l'utilisation de nouvelles techniques d'expression telles que le bois, la pierre, l'argile et le bronze. Il participe régulièrement à de grandes expositions nationales comme la Biennale de Venise (1934-1936-1938), la Triennale de Milan (1933-1936-1940) et la Quadriennale de Rome (1935-1939).
Il réalise à cette époque de nombreuses sculptures monumentales dont le plâtre géant de Moïse sauvé des eaux, haut de six mètres, exposé à la Triennale de Milan en 1933 ; La sete (1934), en pierre, où ressurgit le souvenir des moulages de Pompei ; le bronze d'Athéna (1935), haut de cinq mètres ; Les morts de Bligny sursauteraient (1936), inspiré du discours de Benito Mussolini contre les sanctions économiques imposées à l'Italie après l'occupation de l'Ethiopie en 1935 ; Le Lion de Juda (1936), dédié à la victoire sur l'Éthiopie ; La Justice corporative, destinée au palais de justice de Milan ; Le Groupe Sforza (1938-1939), œuvre destinée à l'hôpital Niguarda Ca' Granda de Milan.

### Peinture
Dans les années 1925 et 1940, il commence à peindre. En 1940, il expose avec succès ses œuvres à la galerie Barbaroux. En février 1940, il écrit dans quelques lettres adressées à Carlo Anti, recteur de l'université de Padoue : « Je serai absolument peintre [...] ma conversion n'est pas un caprice, mais elle est grande et forte comme celle de Van Gogh », et encore « je suis heureux, la peinture m'amuse et me donne d'autres espoirs que la sculpture ne me donnait plus ».
Entre 1940 et 1942, il crée des hauts-reliefs pour le Palazzo dell'Arengario à Milan, Il Tito Livio et La Femme qui nage sous l'eau. Dans ces œuvres, il s'achemine vers une liberté d'expression toujours plus grande, convaincu de la nécessité de dépasser la statuaire et que la sculpture « si elle veut vivre, il faut qu'elle meure dans l'abstraction ». Il reprendra ce thème dans ses Colloques sur la sculpture.
Arturo Martini, avec son ami le peintre Gino Rossi, fréquenta les cercles artistiques de Paris, où ils découvrirent le fauvisme.

### Dernières années
De 1942 à 1944, il est à Venise où il enseigne la sculpture à l'académie des Beaux-Arts. À l'été 1945, il est suspendu de l'enseignement pour avoir rejoint le fascisme.
À la fin de sa carrière artistique, il reçoit la commande de la statue du héros virgilien Palinuro (1946) pour l'université de Padoue ; il réalise également le monument funéraire dédié à un partisan déchu, le Monument au partisan Masaccio (1947). Enfin, il conçoit une annexe au livret La Sculpture de la langue morte, communiquant ses pensées à l'écrivain Antonio Pinghelli, qui les publiera à titre posthume, en 1948, sous le titre Il trucco di Michelangelo.
Il meurt à Milan le 22 mars 1947, atteint de paralysie cérébrale.

## Hommages
Dès 1948, un hommage posthume lui est rendu à la Ve Quadriennale de Rome. En 1967, la grande exposition monographique, organisée sur un projet de Carlo Scarpa dans le couvent Santa Maria à Trévise, pousse l'administration à acquérir le complexe de Santa Caterina, aujourd'hui siège principal des Musées Civiques de Trévise. De nombreuses écoles italiennes lui sont dédiées, dont le collège public Santa Maria del Rovere à Trévise et l'école d'art de Savone.

## Œuvres
- Vue de l'île de San Giorgio à Venise, Maison de la culture, Palmi[16]
- La Prostituta, terre cuite peinte, 1909-1913, Venise, Ca' Pesaro [17]
- Vase de conte de fées, 1911, Trévise, Musée Civique
- Fille pleine d'amour, majolique dorée, 1913, Venise, Ca' Pesaro
- Il buffone, 1914, Venise, Ca' Pesaro
- Jeune Fille le soir, 1919, Venise, Ca' Pesaro[18]
- Pucelle d'Orléans, 1920
- Amoureux, après 1920, Milan, Villa Necchi Campiglio[19]
- Le Poète Tchekhov, 1921
- Dormiente, 1921, Rome, Galerie nationale d'Art moderne et contemporain
- L'Amant mort, après 1921, Milan, Villa Necchi Campiglio[20]
- Buste de jeune fille, après 1921, Milan, Musée Villa Necchi Campiglio[21]
- Orphée, pierre, 1922, Rome, Galerie nationale d'Art moderne et contemporain
- Monument aux morts, 1925, Vado Ligure
- Le Bon Pasteur, bois, 1925, Vatican, collection d'Art religieux moderne
- Le Fils prodigue, bronze, 1926, Acqui Terme, Opera Pia Ottolenghi
- Le Buveur, terracotta, 1926, Milan, Pinacothèque de Brera
- Cheval, vers 1926, collections d'art de la Fondation Cariplo
- Via Crucis (6 stations), terracotta, 1926-1927, Vatican, collection d'Art religieux moderne
- Le Chirurgien, 1927
- Arche de Noé, 1927, fontaine de la Piazza delle Ville, Anticoli Corrado
- Portrait of Lillian Gish, terracotta, 1929, Ca' Pesaro[22]
- La Mère, 1929-30, Galerie municipale d'art moderne et contemporain de Turin
- Femme au soleil, terracotta, 1930
- Le Rêve, terracotta, 1931
- Aviateur, 1931
- La Convalescente, 1932, Museo del Novecento, Milan
- Judith et Holopherne, vers 1932, Musée Kröller-Müller, Otterlo
- Vénus des Ports, 1932, Trévise, Musée Civique
- La Force et les Héros, 1933-1934, MAGI '900, Pieve di Cento
- Victoire ailée, 1934, Exposition de l'armée de l'air italienne, Milan
- Lion de Monterosso, terracotta, 1934, Vatican, collection d'Art religieux moderne
- Foi et lumière, bronze, 1934, Milan, Galleria Robertaebsta
- La Sete, Pietra di Finale, 1935, Rome, Galerie nationale d'Art moderne et contemporain
- Les morts de Bligny sursauteraient, 1935-1936, Museo del Novecento, Milan
- Justice, marbre, 1936-1937, Milan, Palazzo di Giustizia
- Le groupe Sforza, 1938-1939, Milan, Grand hôpital métropolitain de Niguarda[23]
- Statue de Minerve, au bâtiment du Recteur, Cité Universitaire, Rome
- Monument à Irina Lukaszewicz, Cimetière Monumental de Milan, section XVIII, no. 374, 1941[24]
- Bas-relief en bronze sur le portail de la basilique Sacro Cuore di Cristo Re à Rome ;
- Plongeon du nageur, 1942
- Monument à Tito Livio, 1942, Palazzo Liviano, université de Padoue
- Atmosphère d'une tête, 1945
- Palinuro, 1946-1947, université de Padoue
- Femme allongée Museo Fortunato Calleri, Catane

Orde chronologique
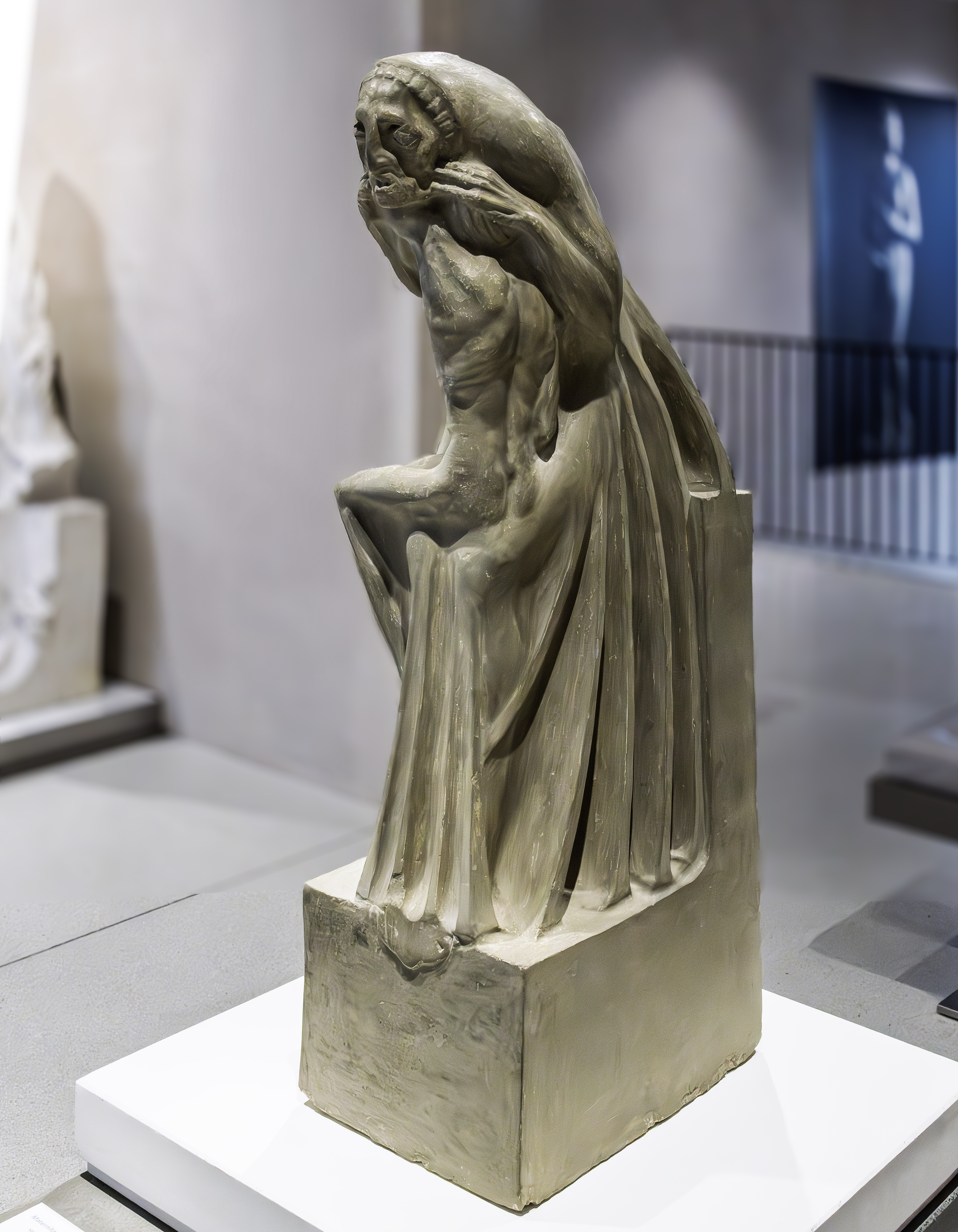
Maternita (Amore materno) 1910 Musée Luigi Bailo Trévise
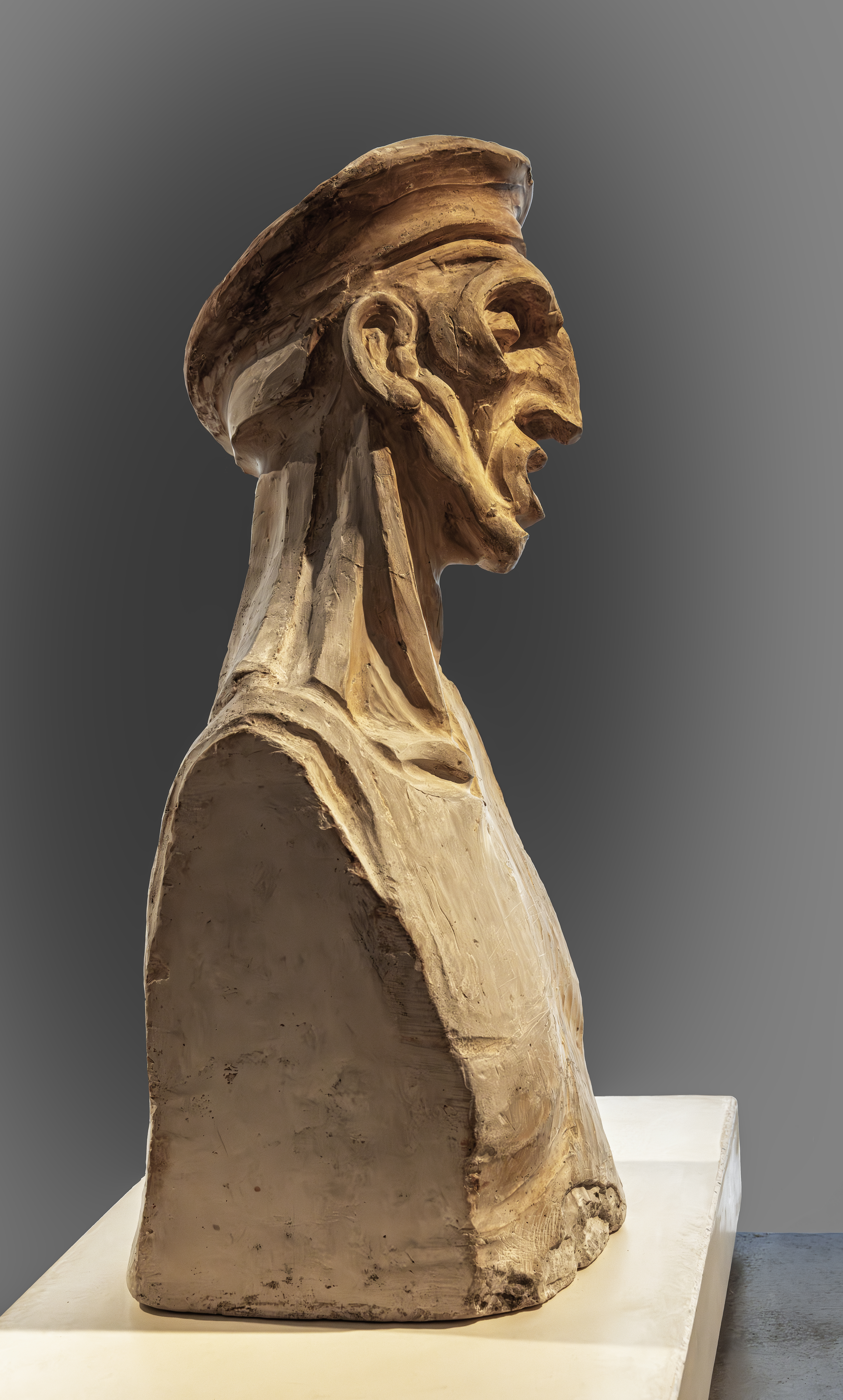
L'ubriaco 1910 Musée Luigi Bailo Trévise
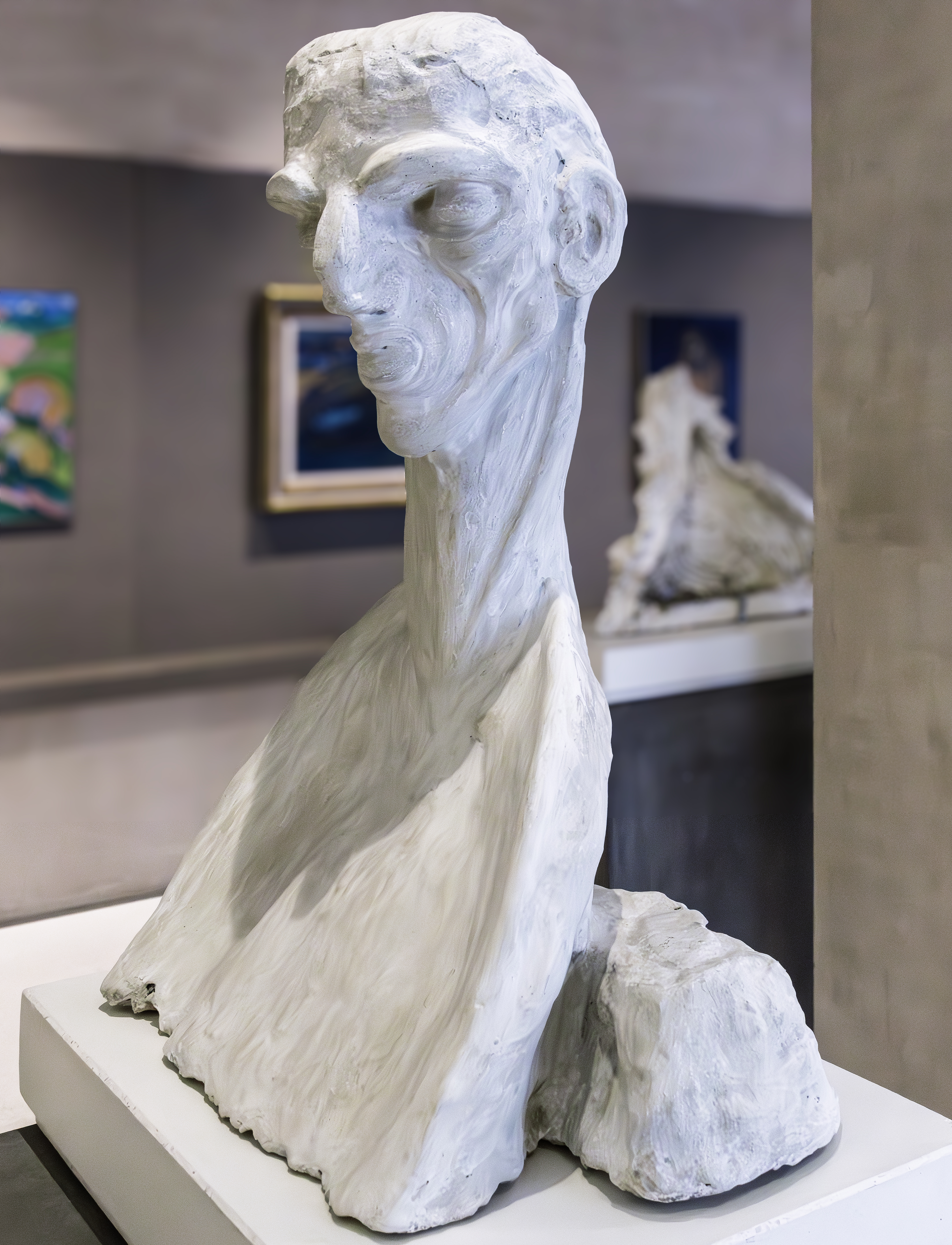
Ritratto d'uomo  1910-1911 Musée Luigi Bailo Trévise
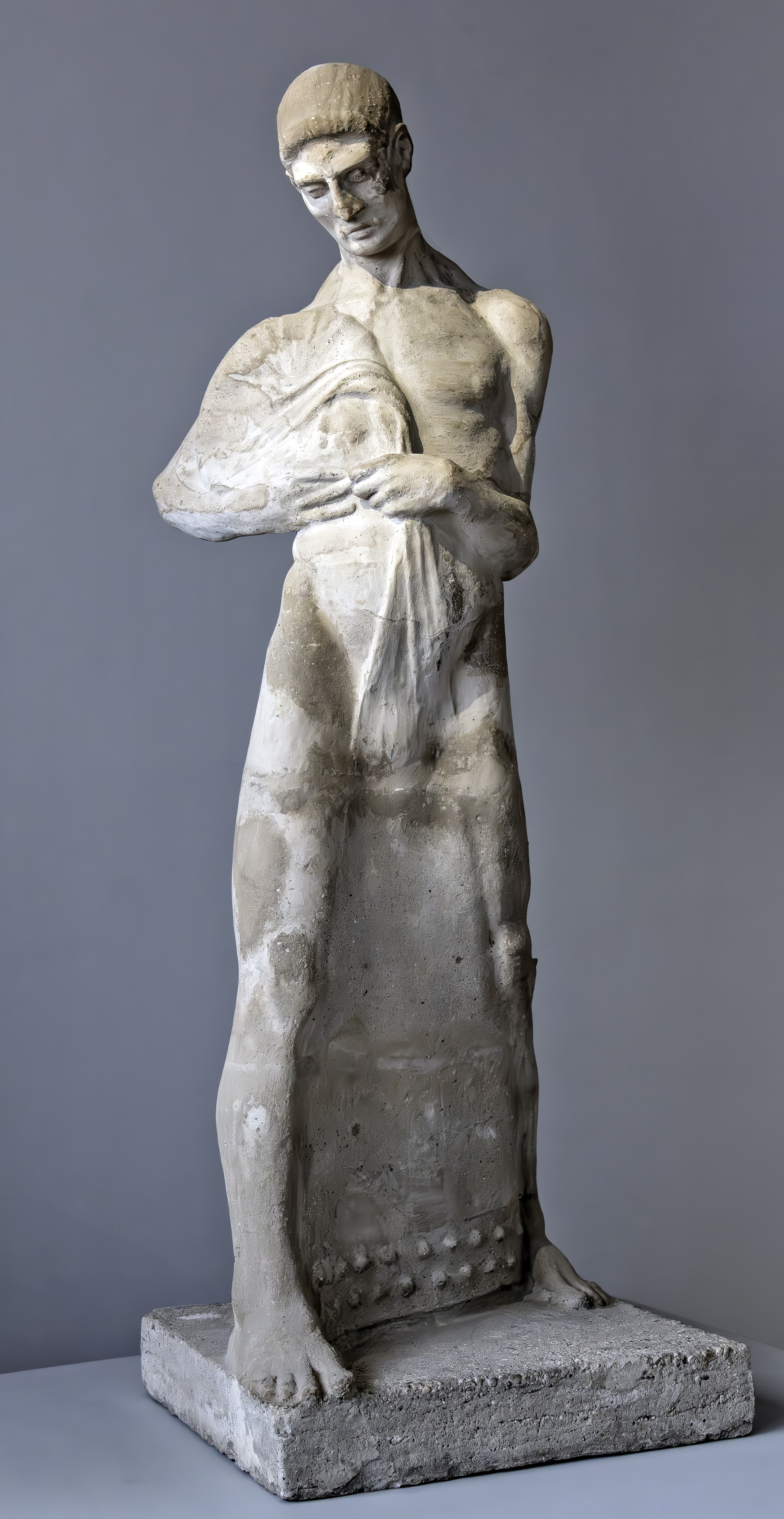
Allegoria del Mare 1910-1911 Pinacoteca Querini Stampalia
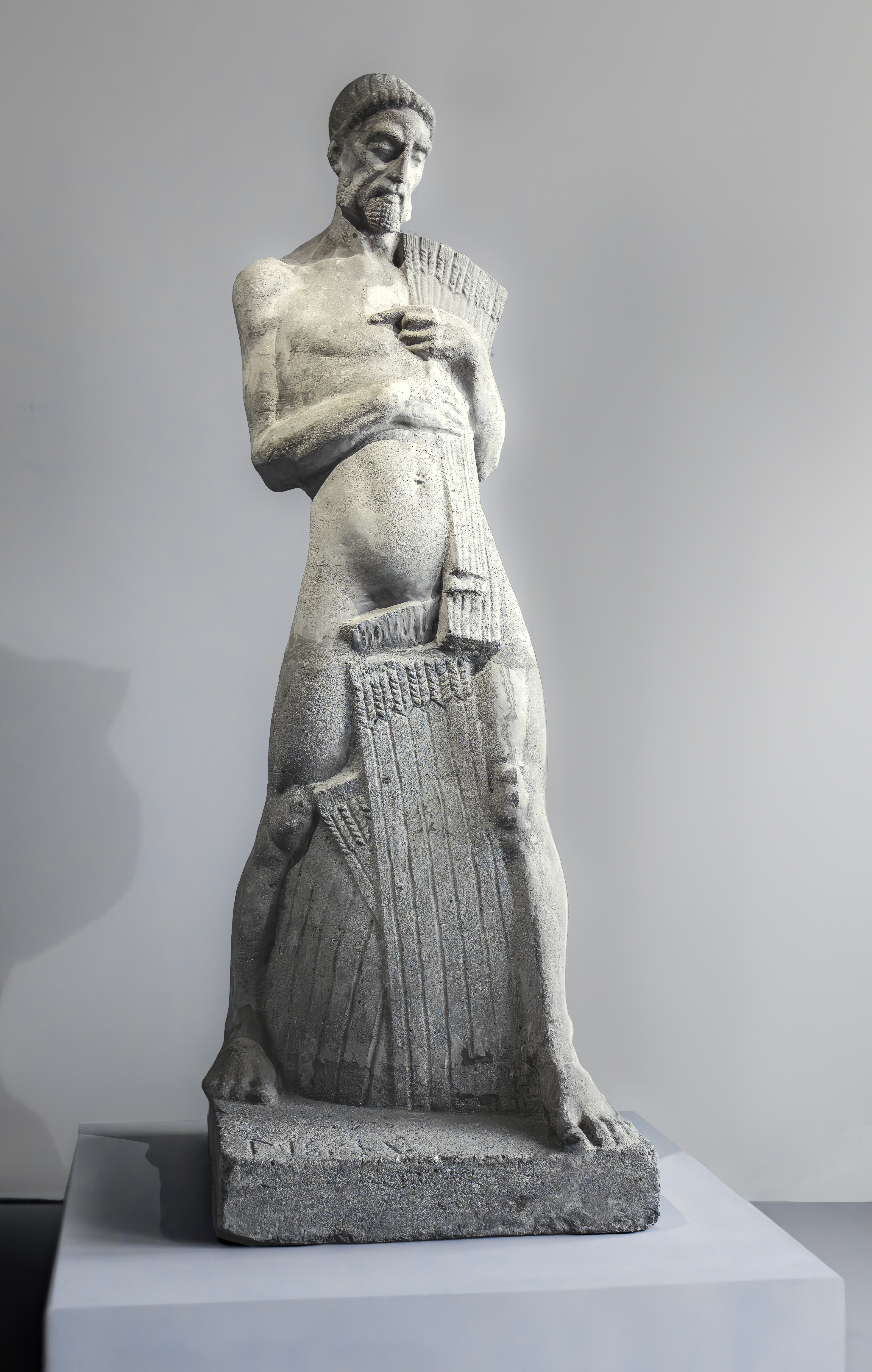
Allegoria della Terra 1910-1911 Pinacoteca Querini Stampalia
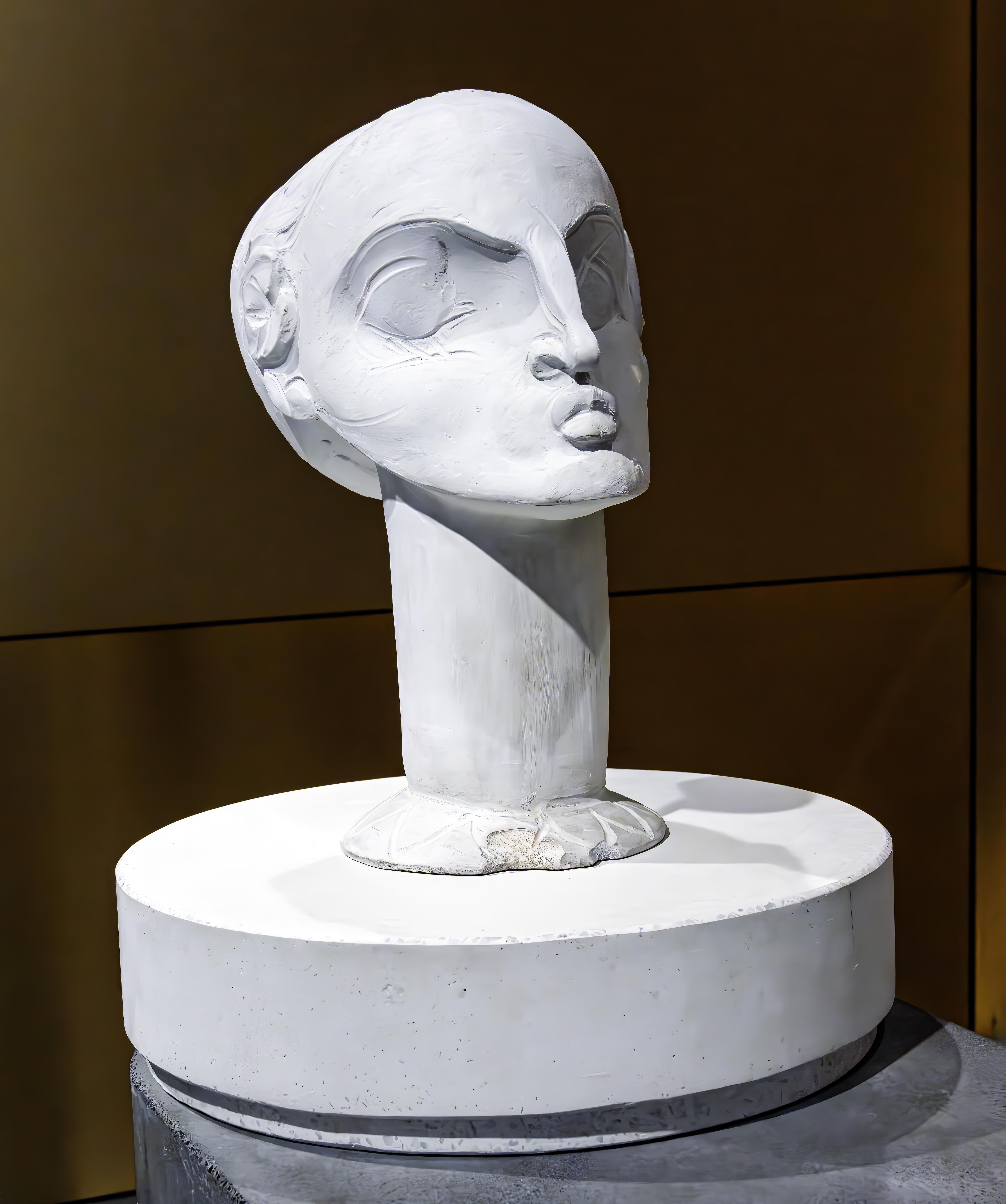
Fanciulla piena d'amore 1913 prototype en plâtre Musée Luigi Bailo Trévise
Fanciulla piena d'amore 1913  Ca'Pesaro Venise
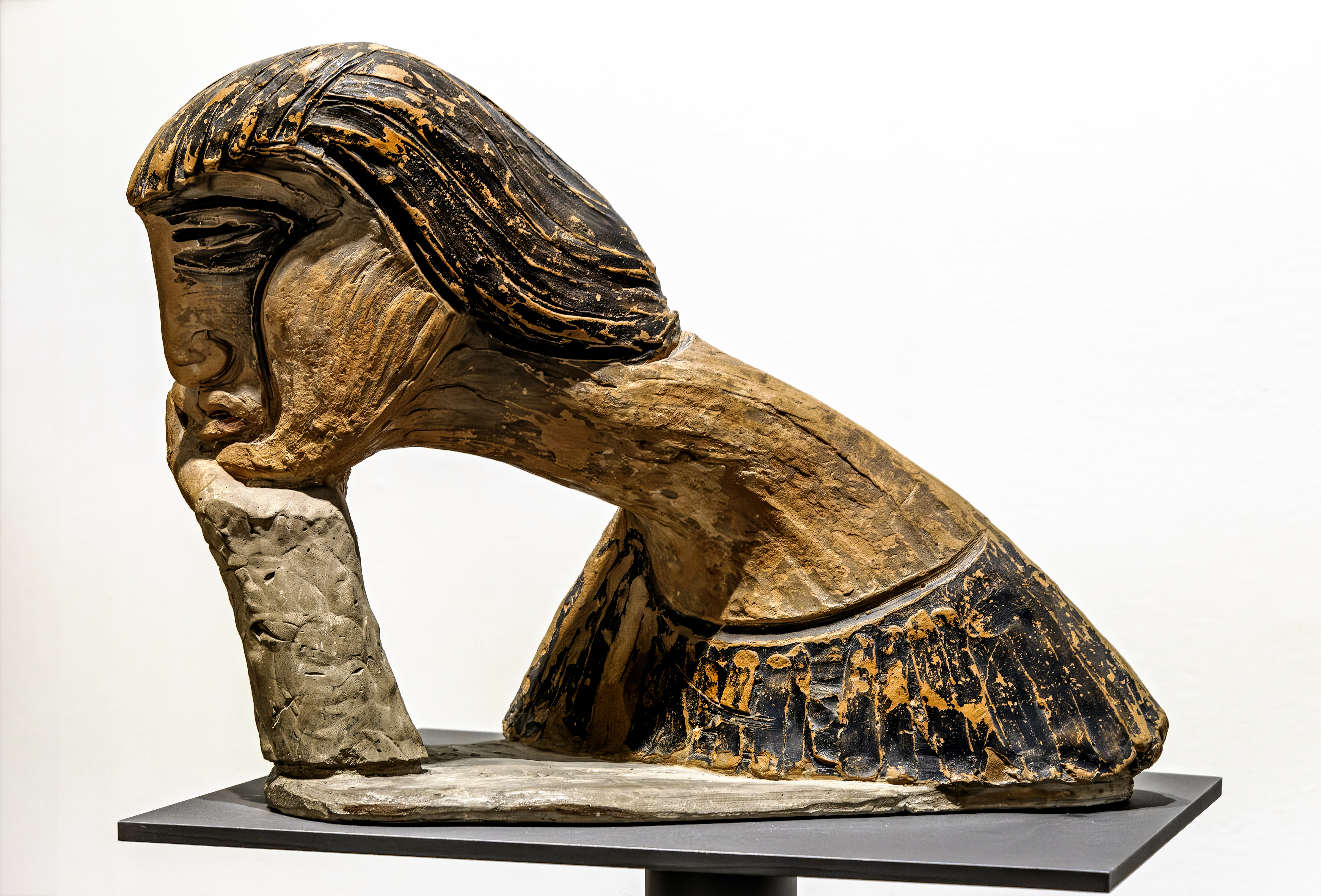
Prostituta 1913  Ca'Pesaro Venise
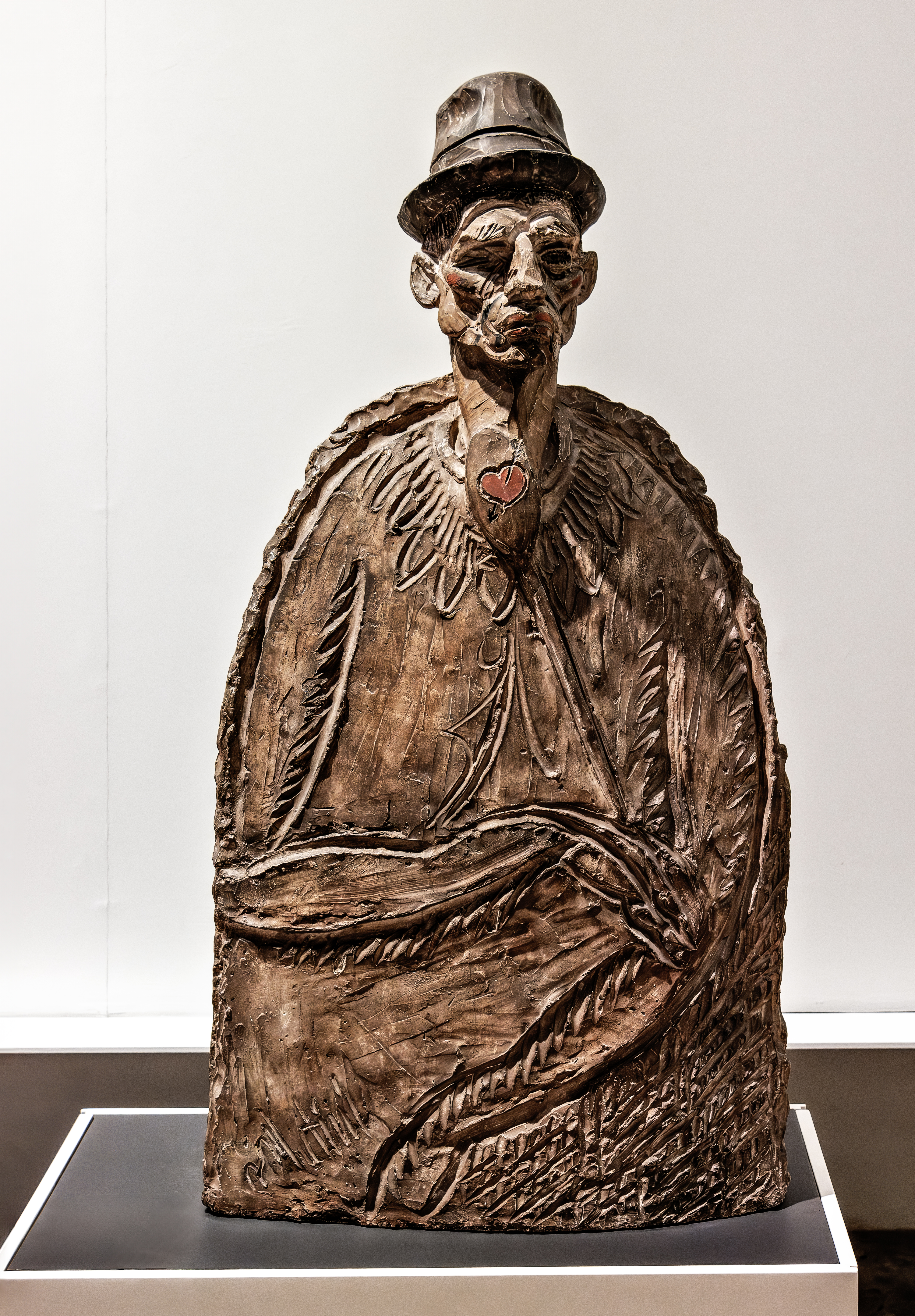
Il Buffone 1913  Ca'Pesaro Venise
Fanciulla verso sera 1919  Ca'Pesaro Venise
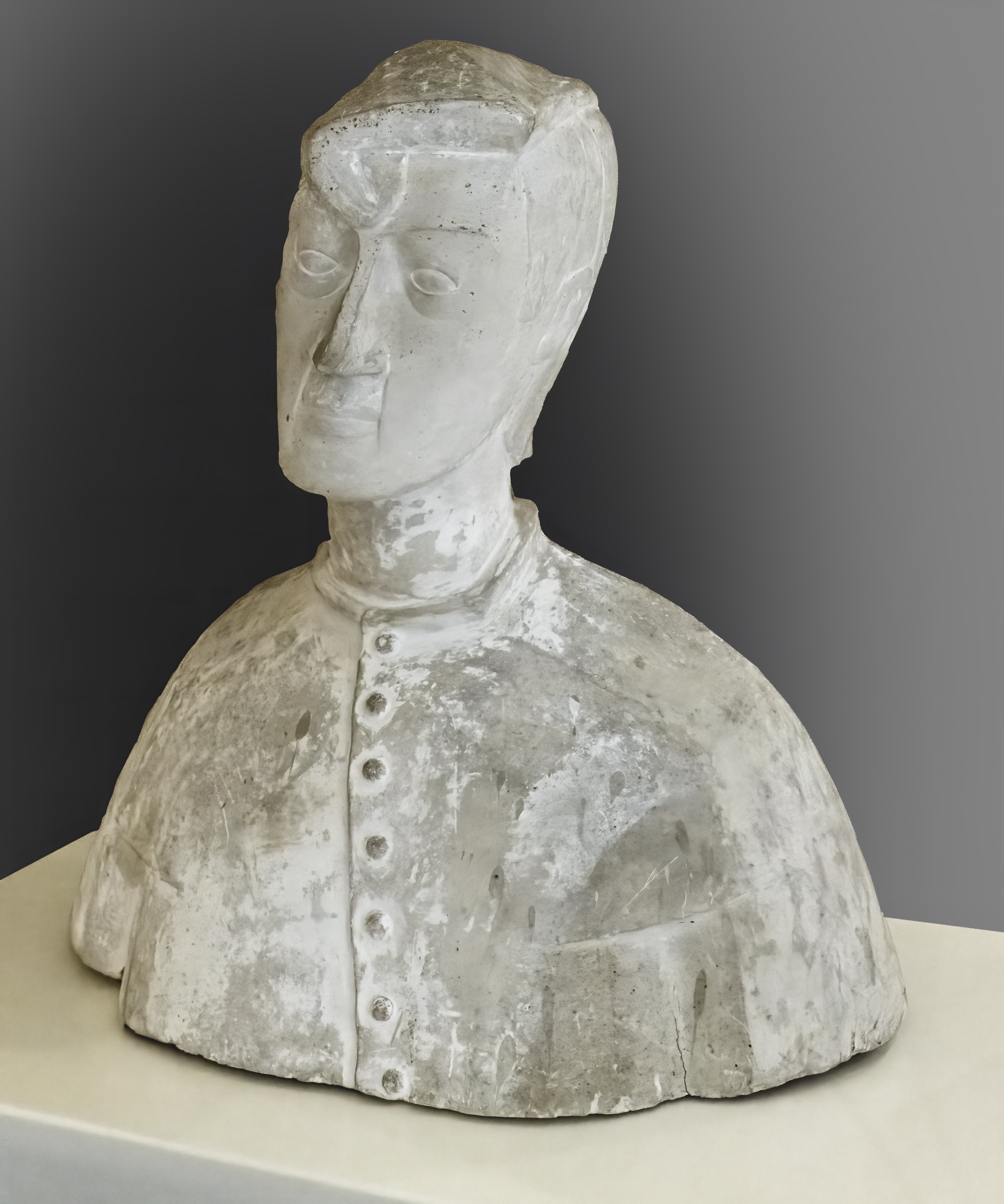
L'amica del cipresso 1919 Museo civico Luigi Bailo Trévise
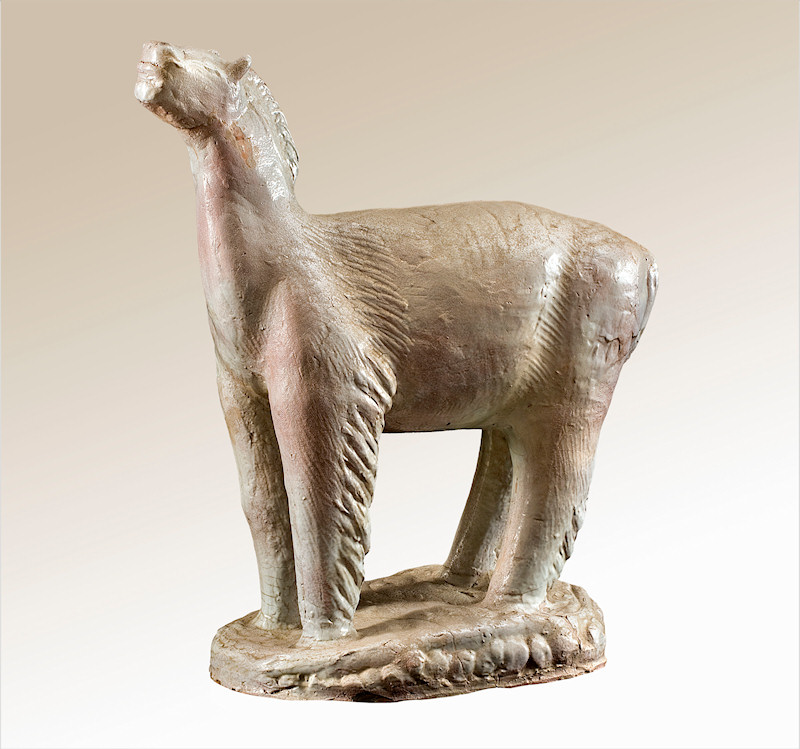
Cheval, vers 1926, Fondation Cariplo.
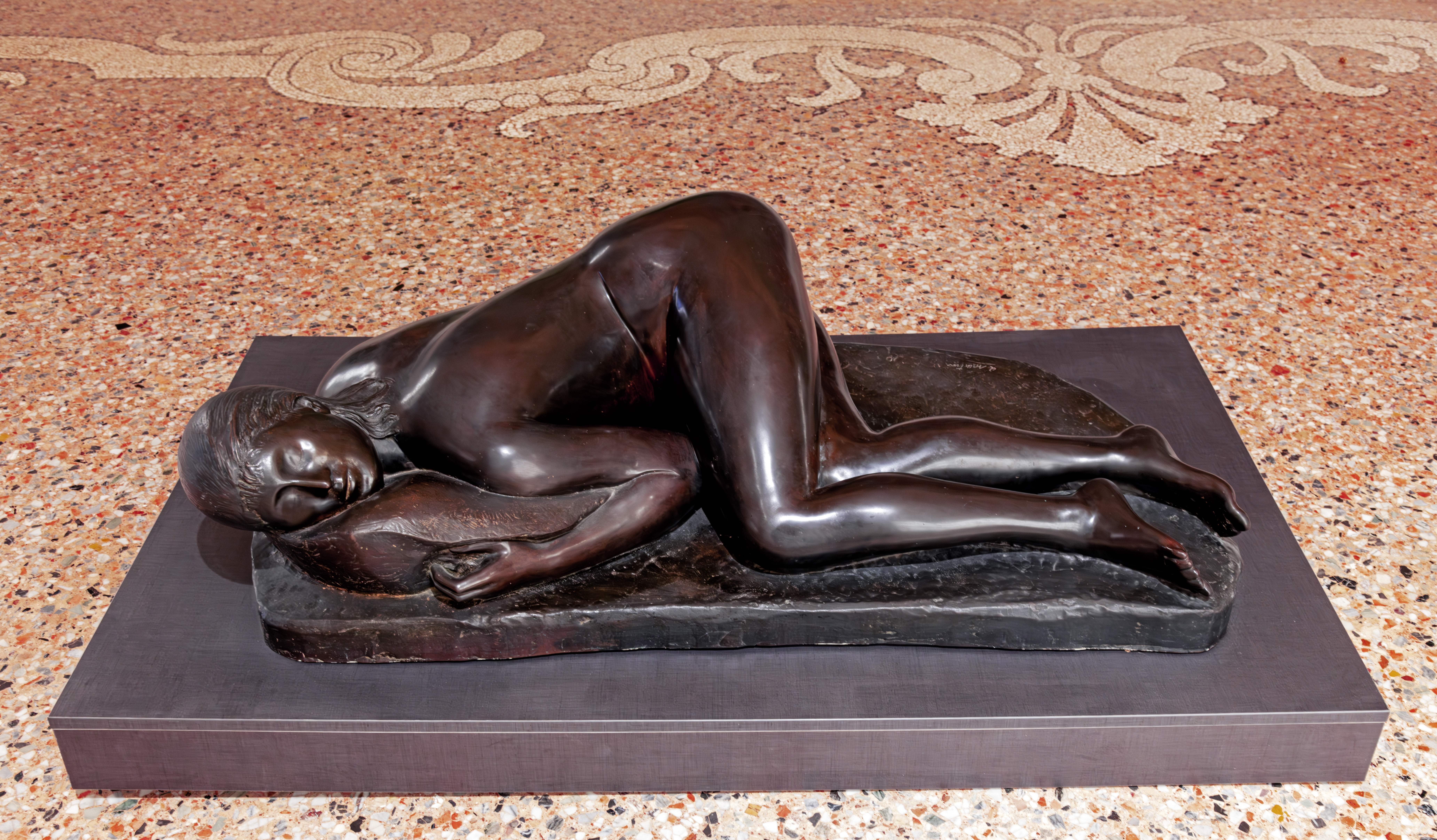
La Pisana, 1928. Ca'Pesaro Venise
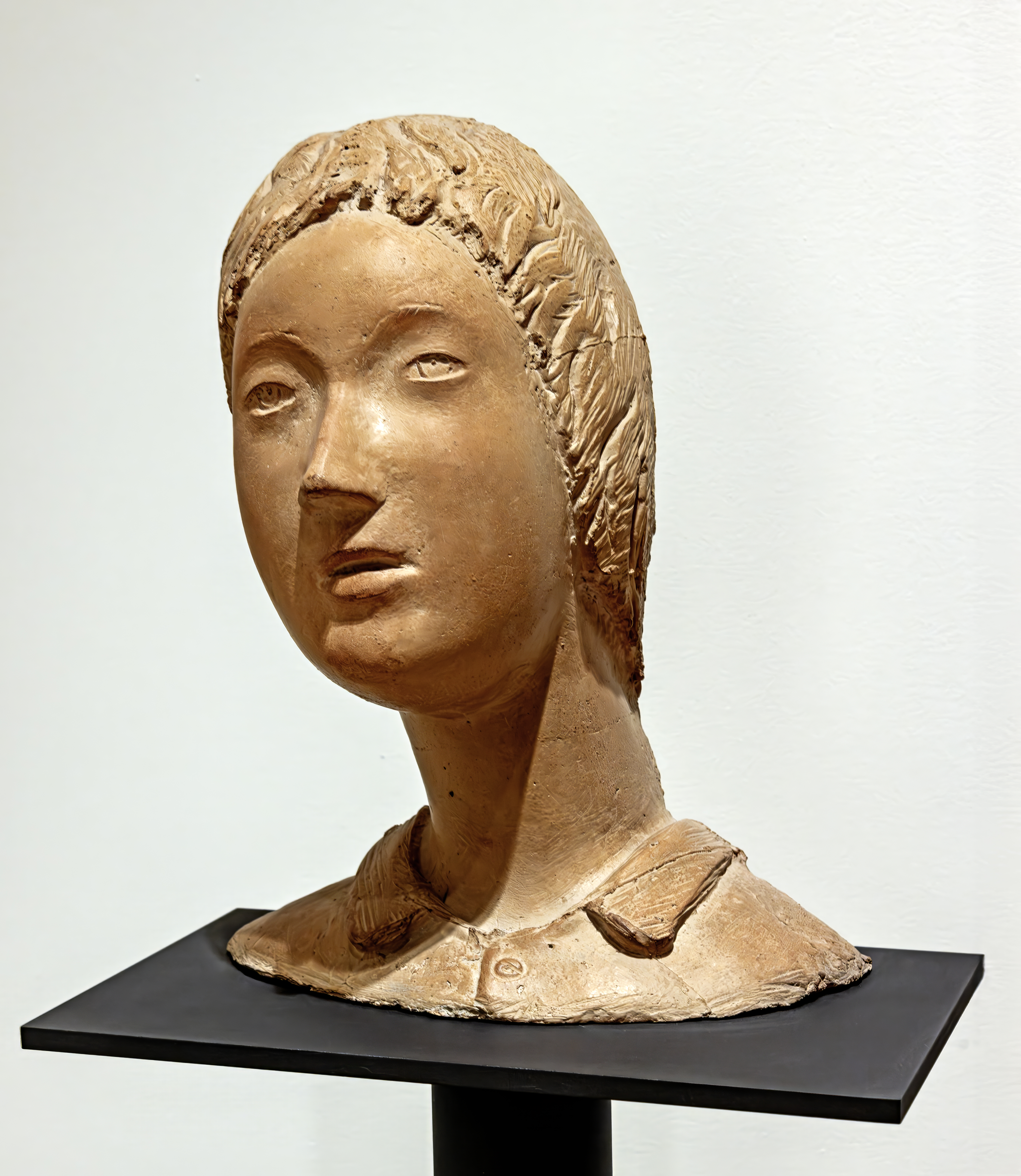
Portrait de Lillian Gish, 1929. Ca'Pesaro Venise
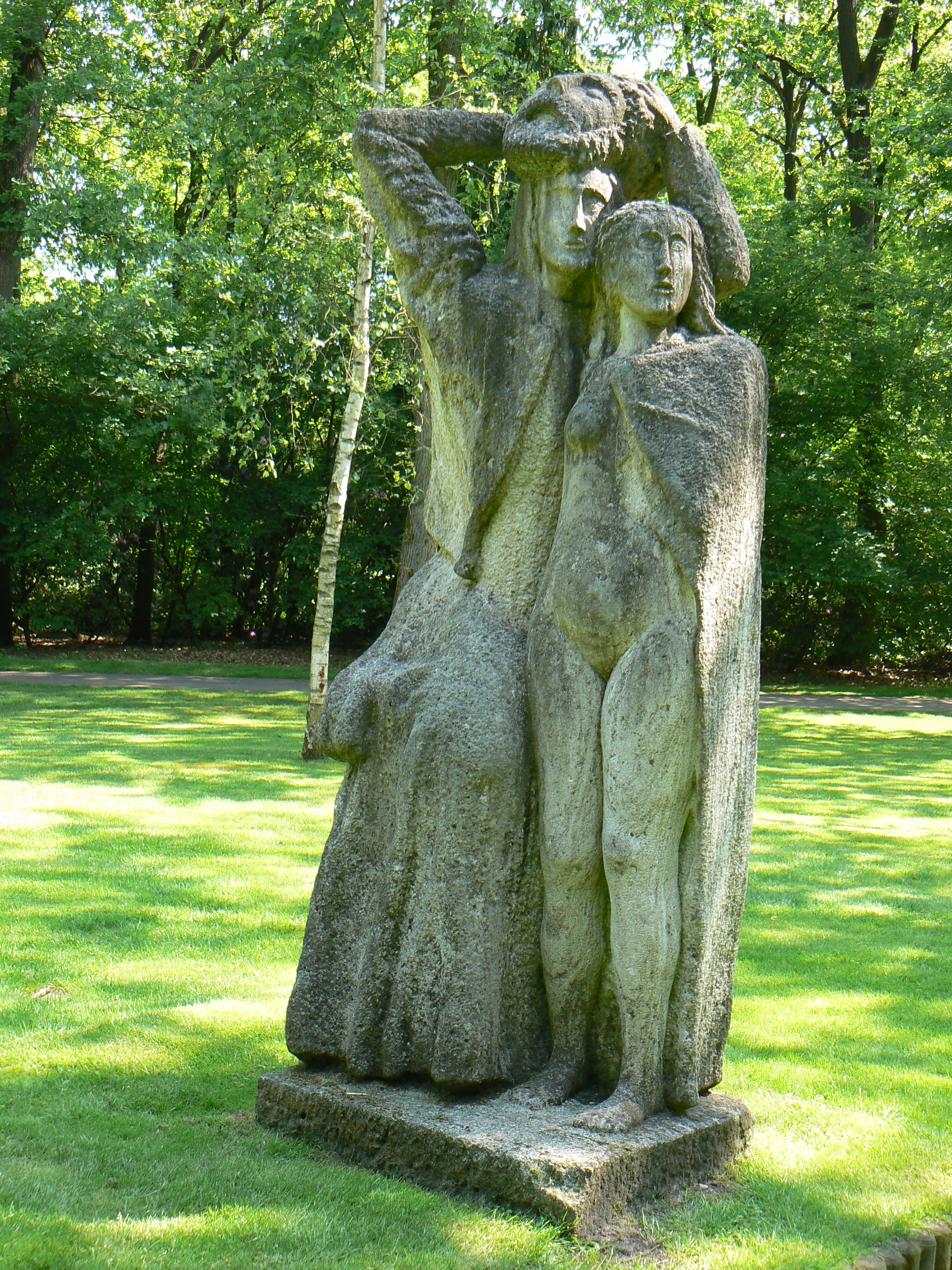
Judith et Holopherne, vers 1932, musée Kröller-Müller, Otterlo.
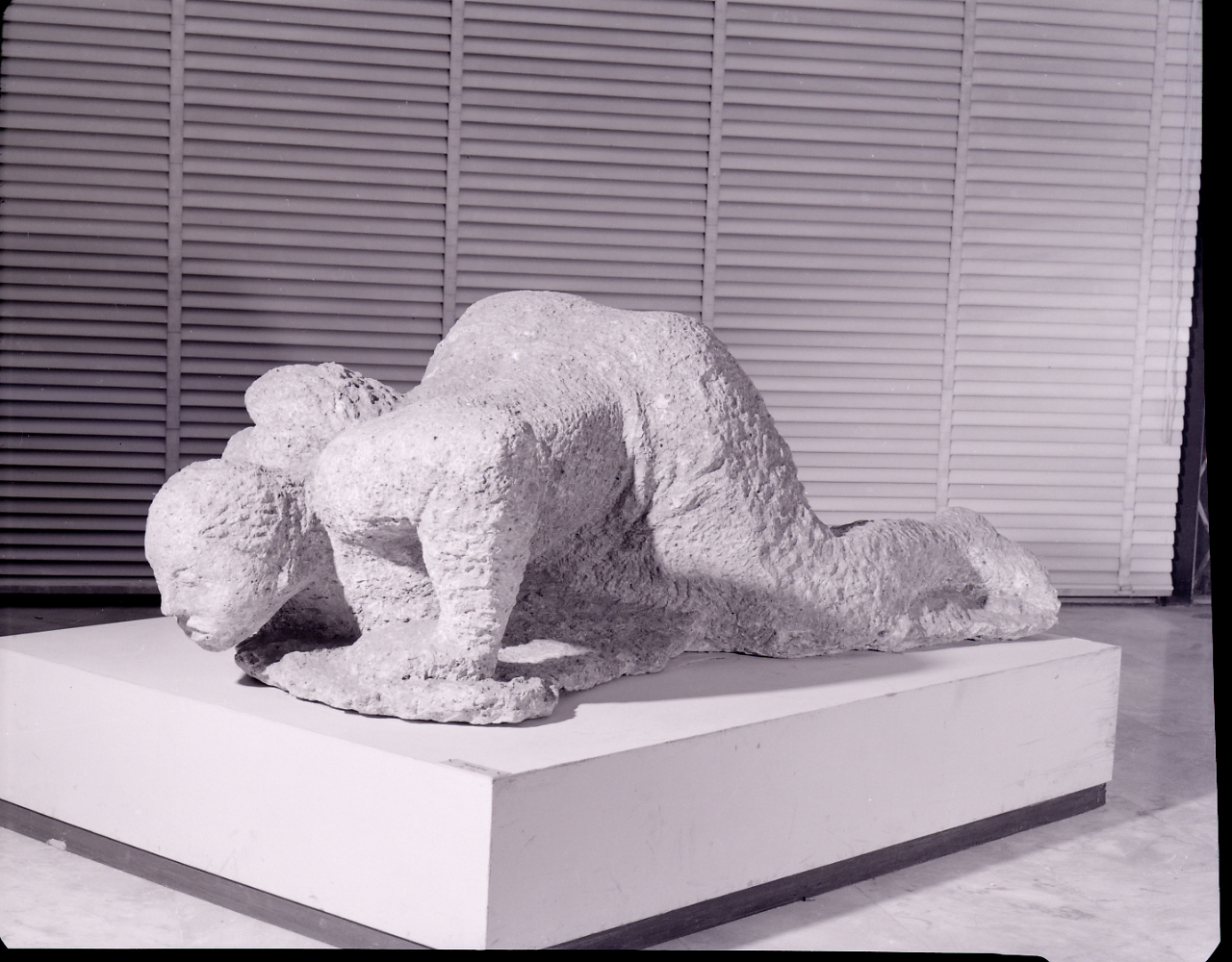
Soif (La sete), 1934
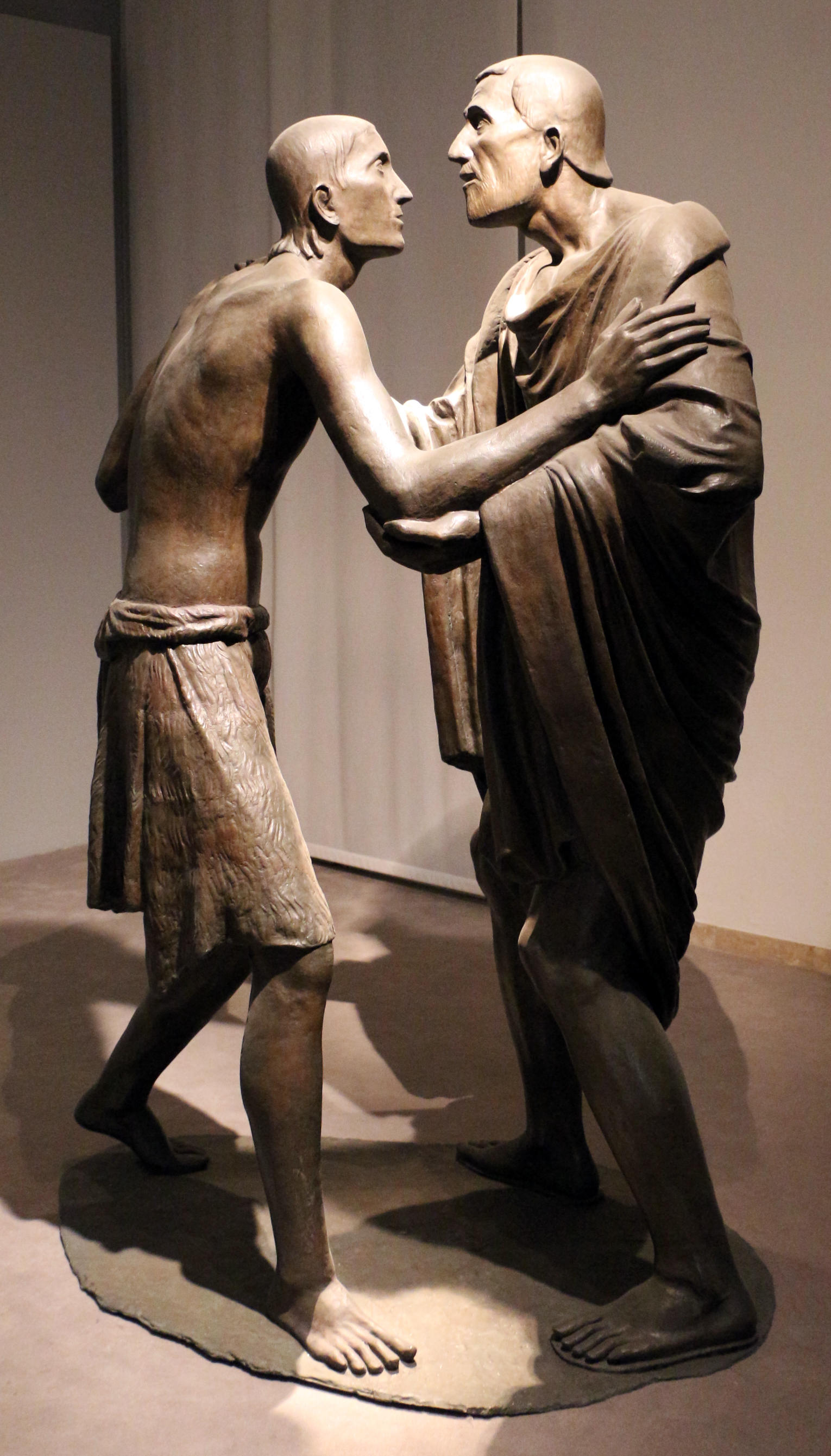
Le Fils prodigue, 1936 Musée d'Art de la Ville de Ravenne

Bronzes de la Pinacoteca Querini Stampalia
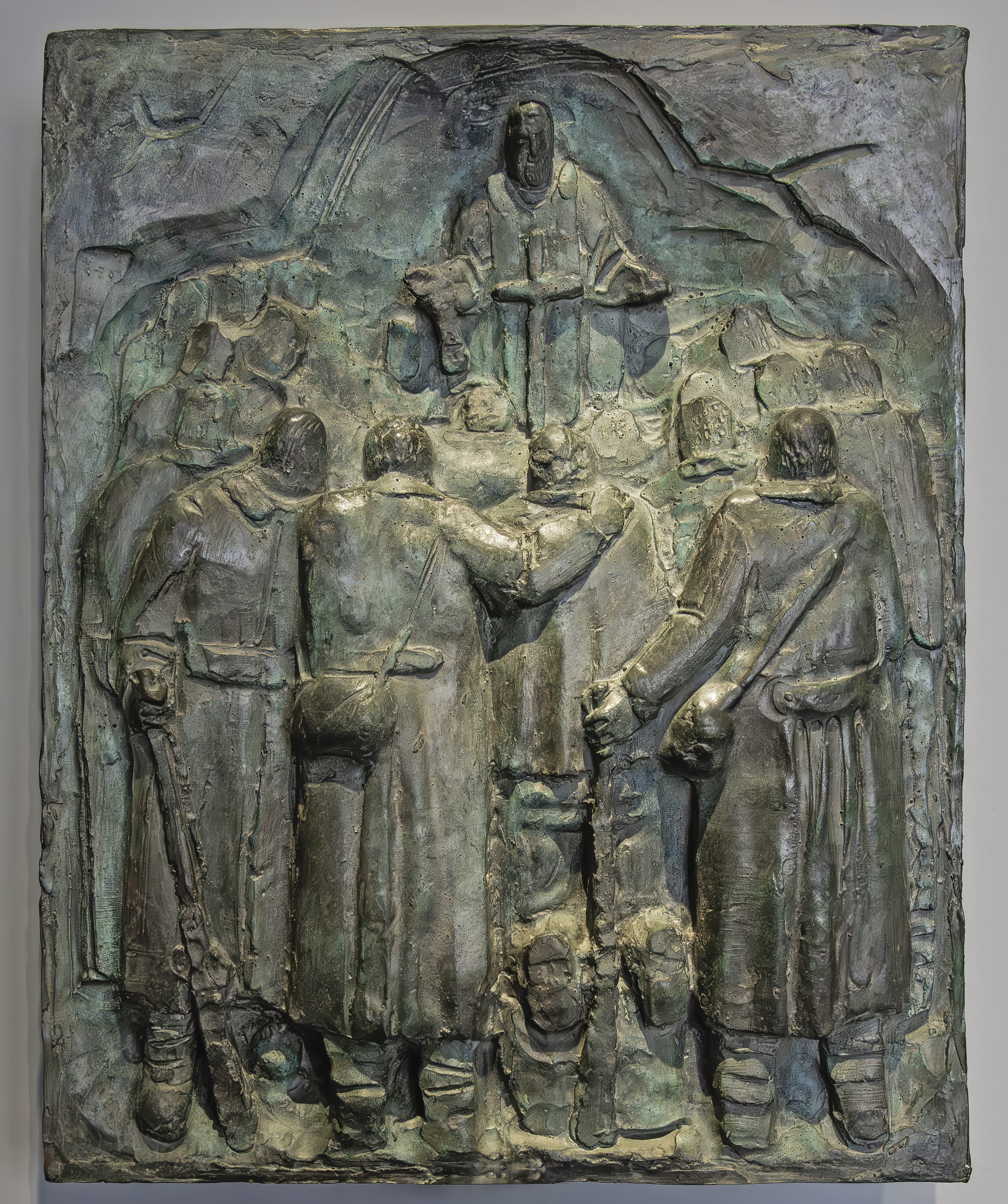
La messe au camp
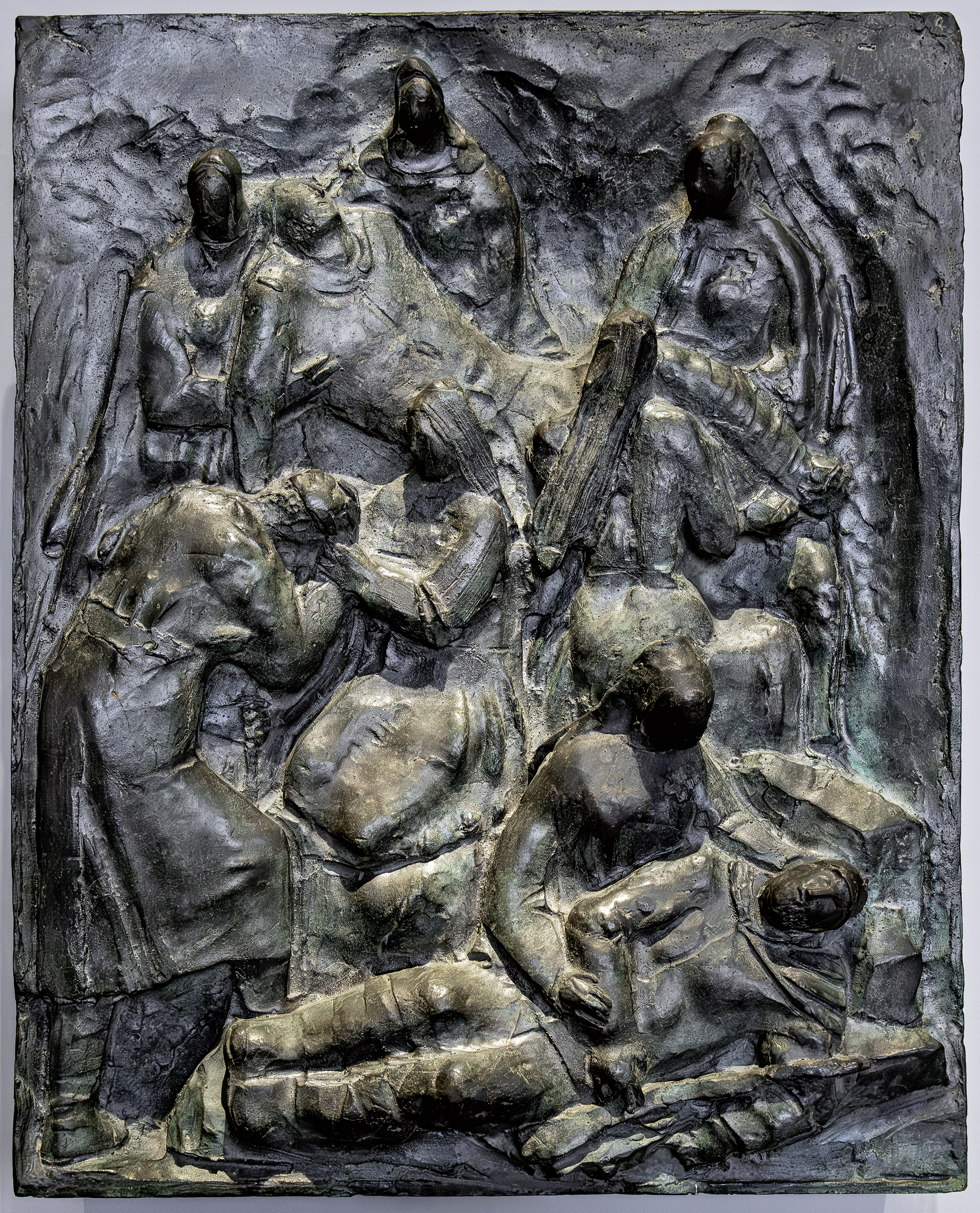
Les infirmières de la Croix rouge
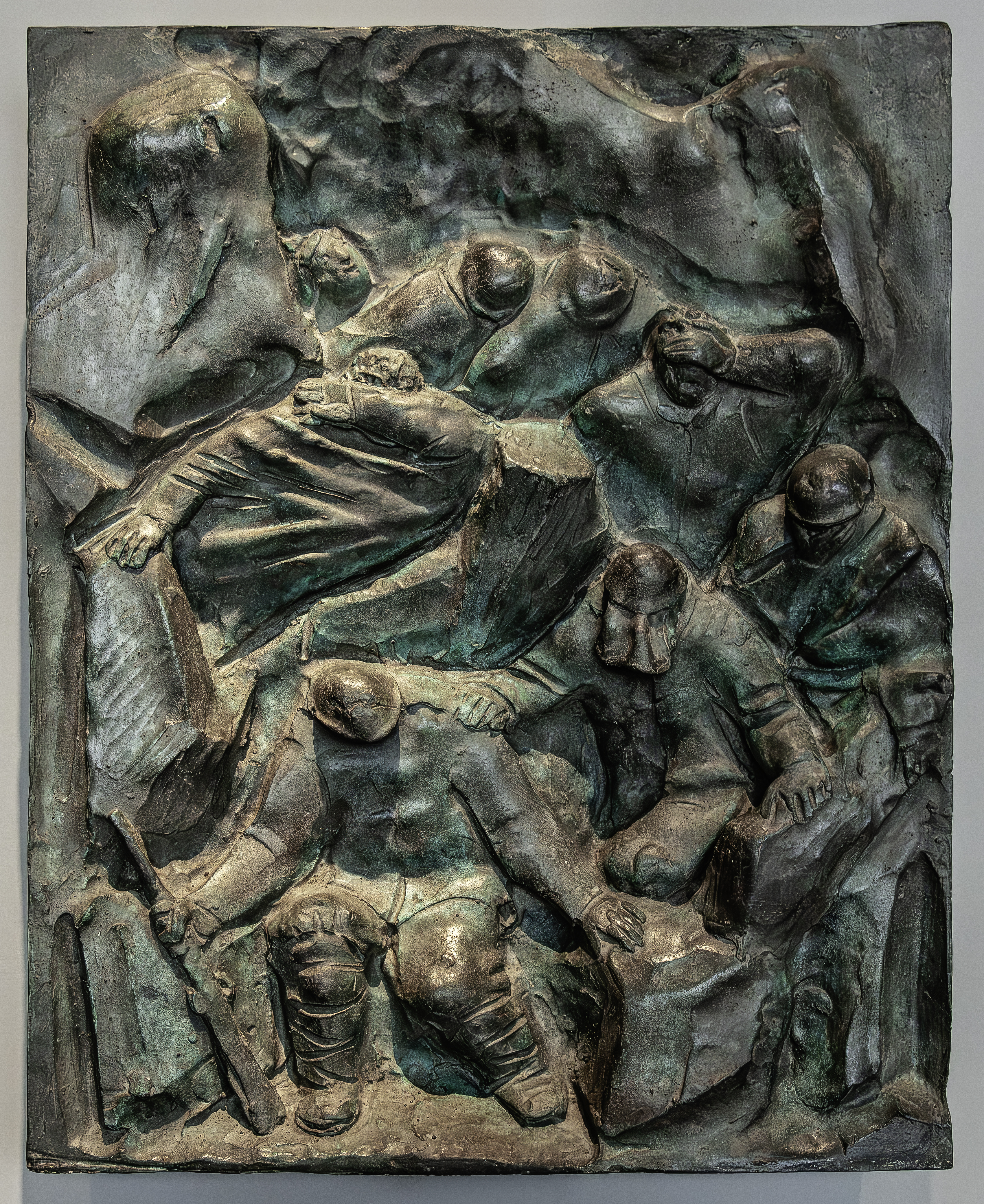
Les Gaz asphyxiants
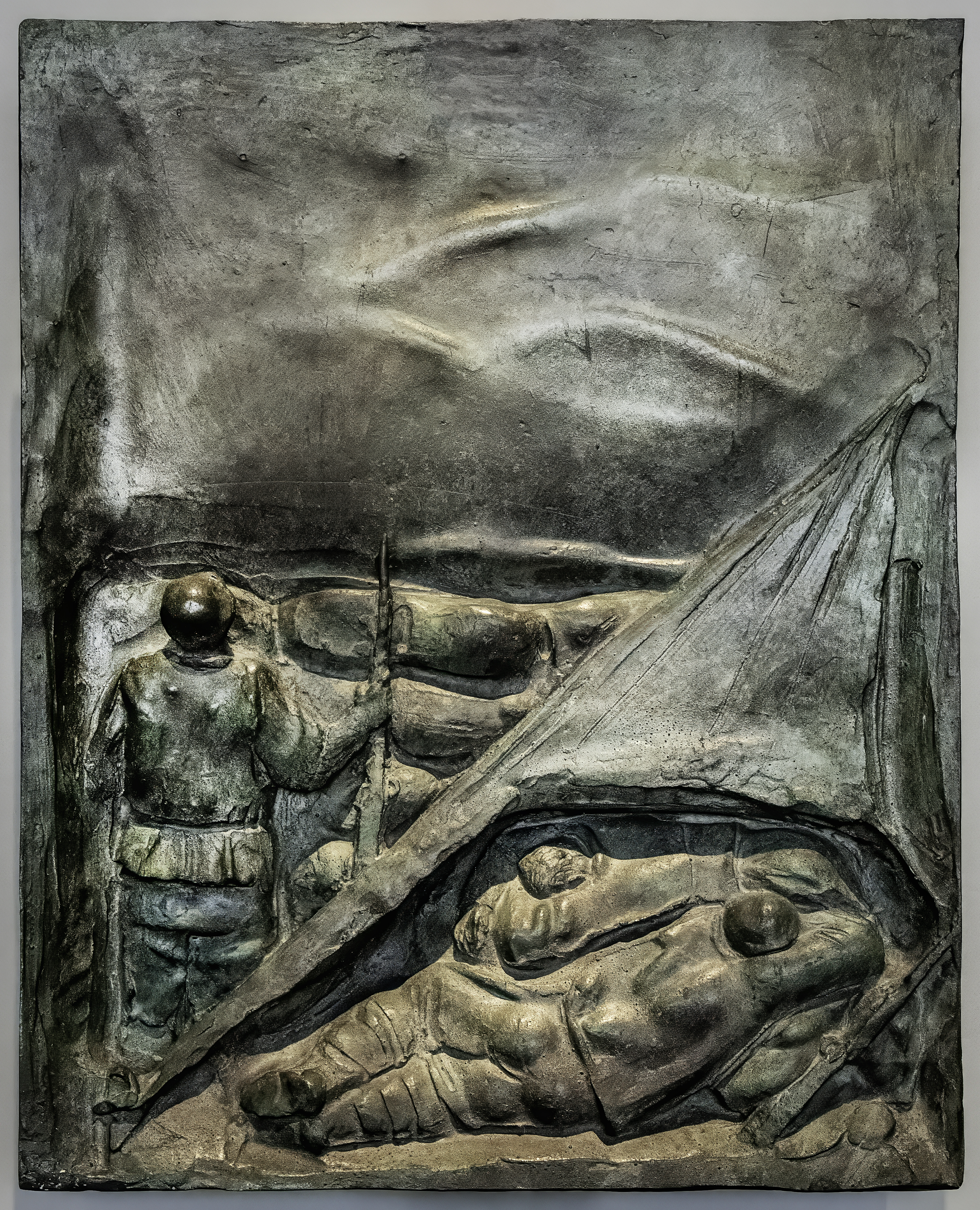
Repos dans les tranchées
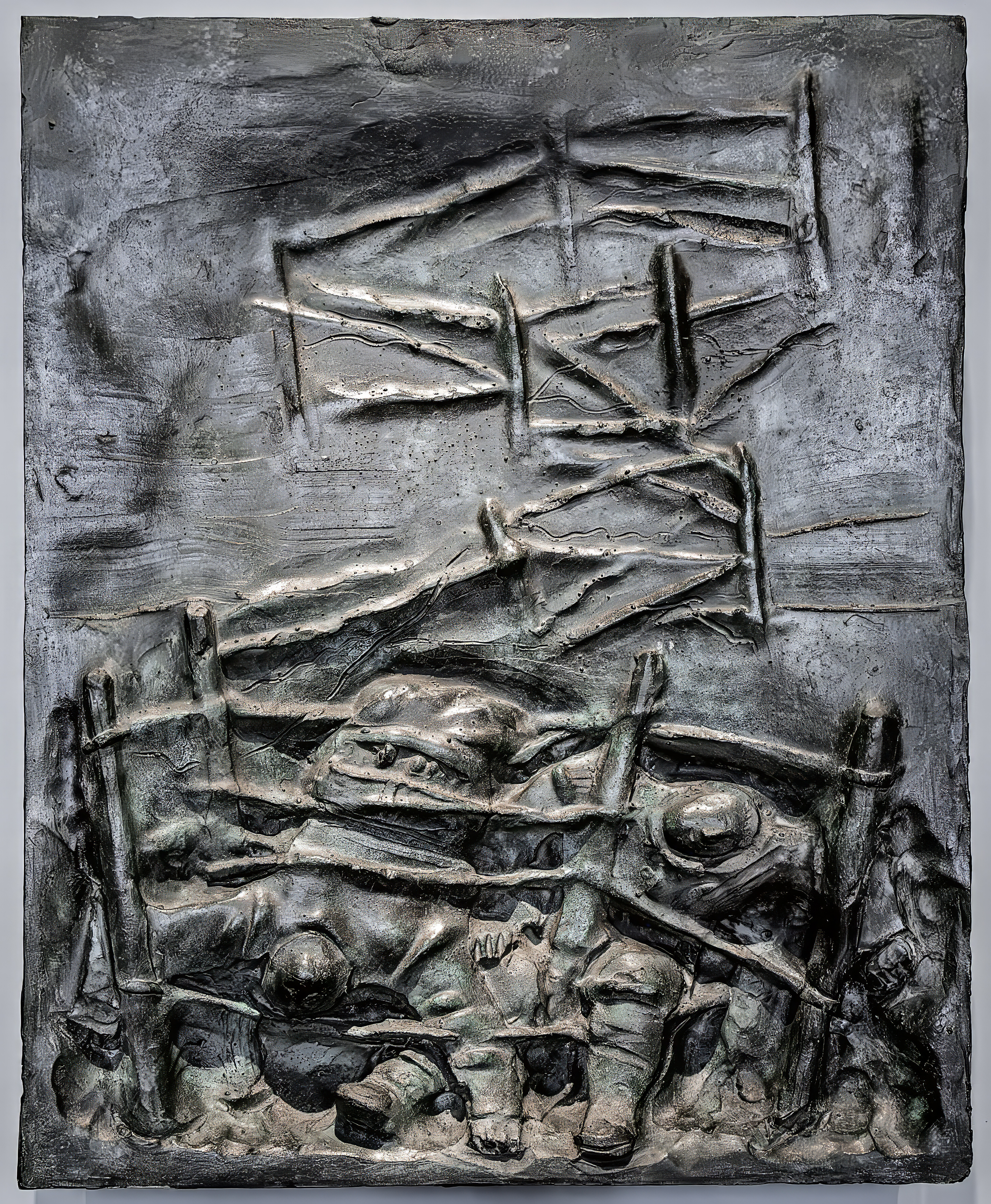
Les barbelés
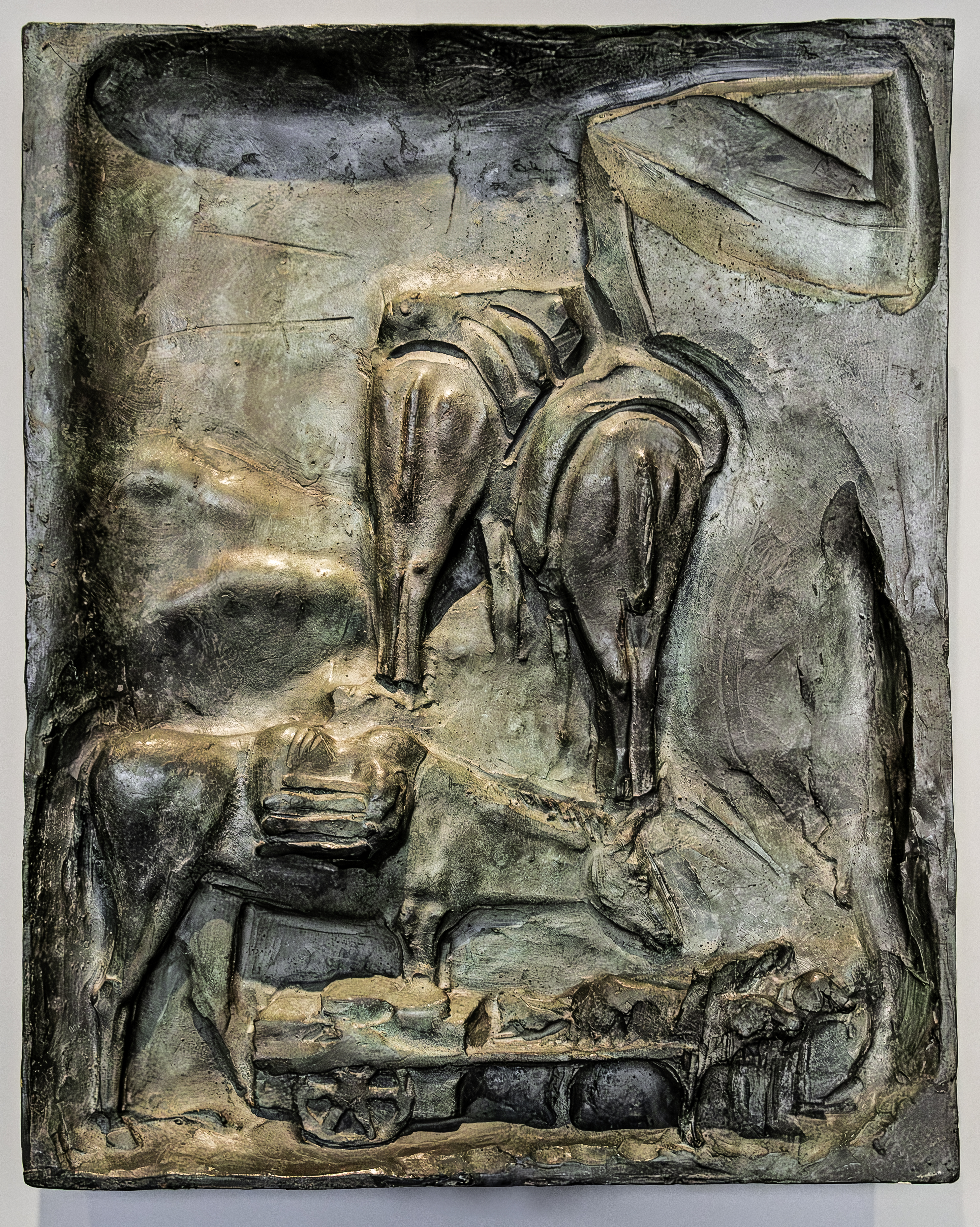
Les provisions
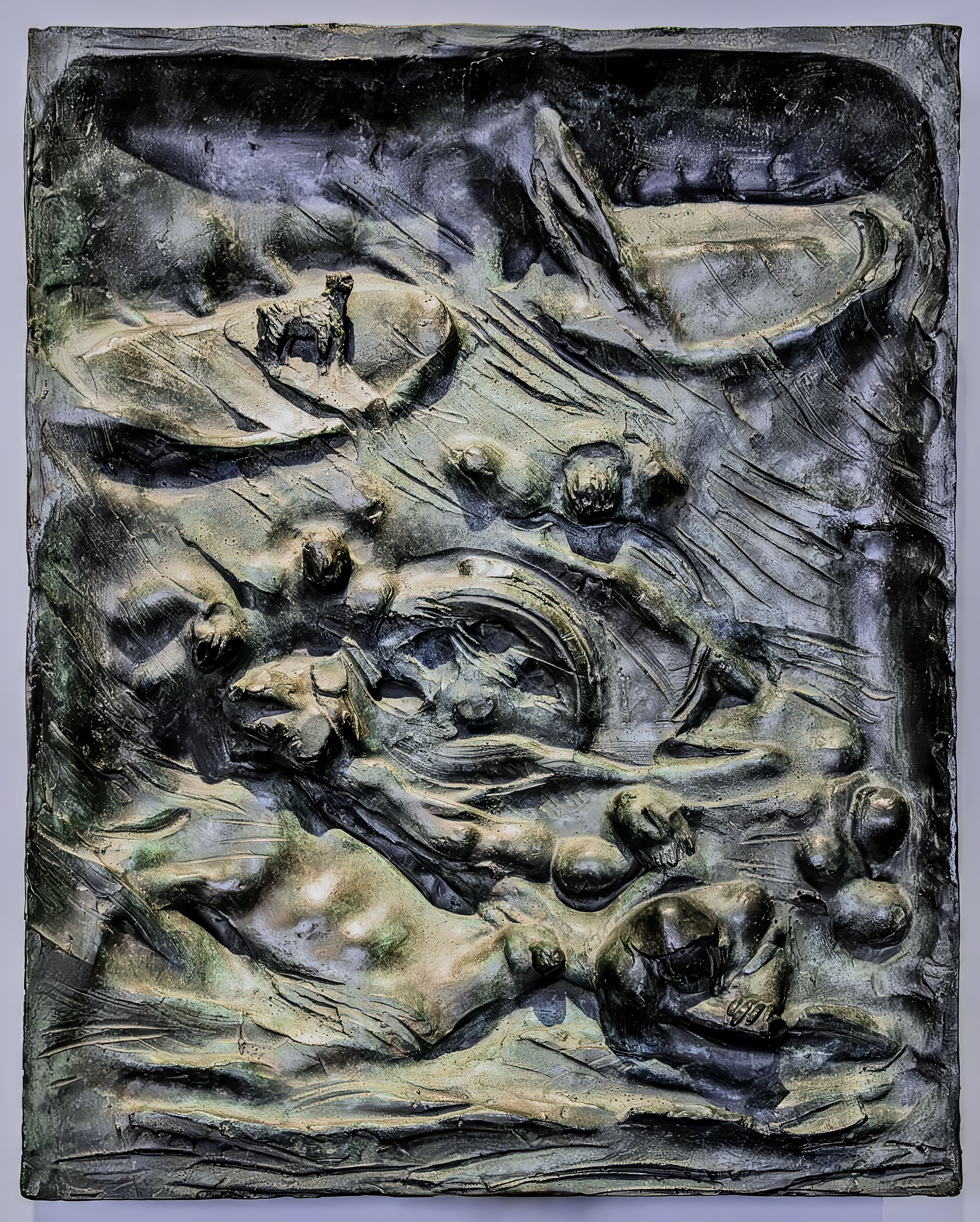
La Piave
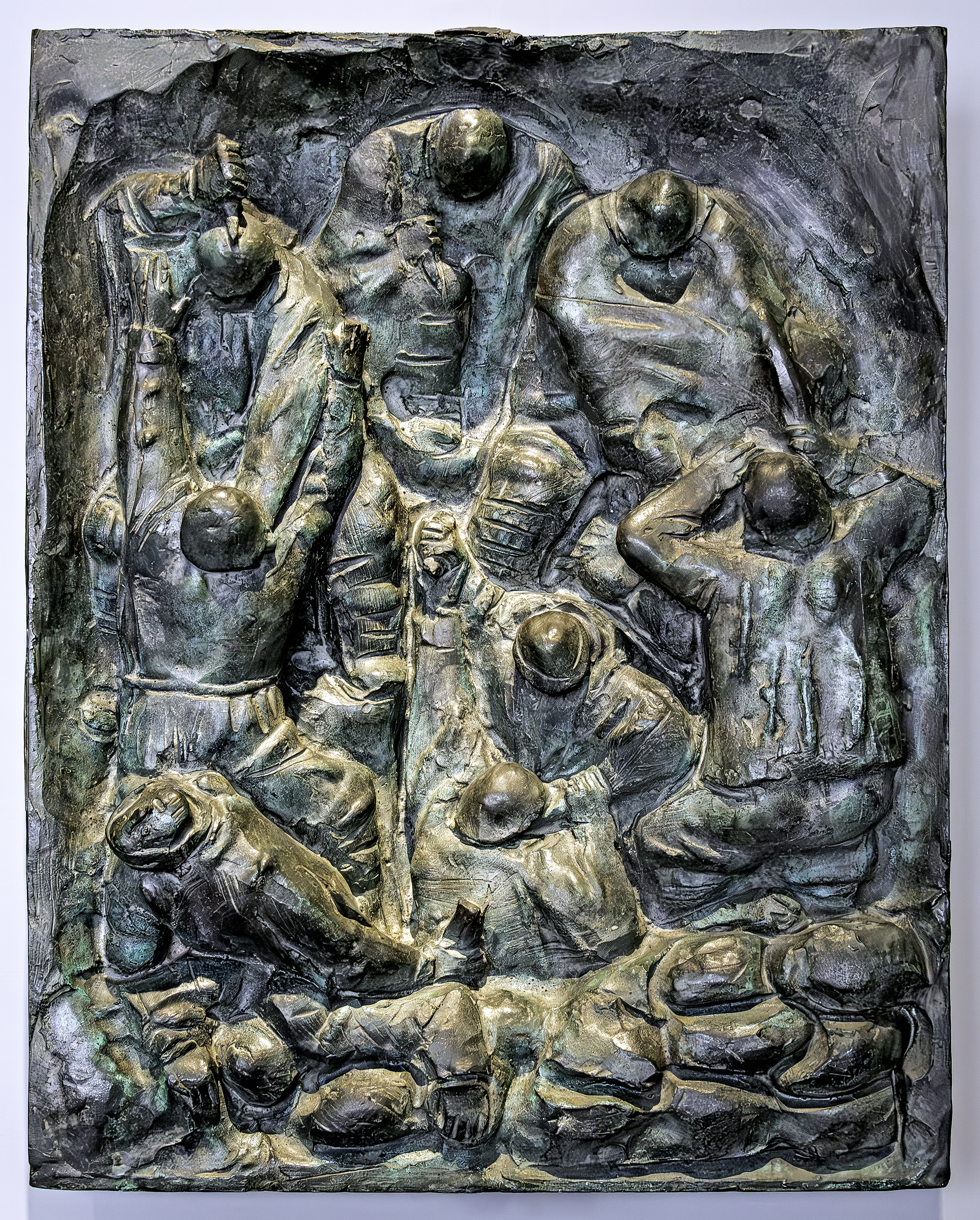
L'assaut